# Clidemia rodriguezii
Clidemia rodriguezii är en tvåhjärtbladig växtart som beskrevs av Frank Almeda. Clidemia rodriguezii ingår i släktet Clidemia och familjen Melastomataceae.
Artens utbredningsområde är Costa Rica. Inga underarter finns listade i Catalogue of Life.